# Saccolabium
Genre
Saccolabium est un genre de plantes de la famille des Orchidaceae.

## Liste d'espèces
Selon Catalogue of Life (17 juillet 2018) :
- Saccolabium longicaule J.J.Sm.
- Saccolabium pusillum Blume
- Saccolabium rantii J.J.Sm.
- Saccolabium sigmoideum J.J.Sm.

Selon World Checklist of Selected Plant Families (WCSP) (17 juillet 2018) :
- Saccolabium longicaule J.J.Sm., Bull. Jard. Bot. Buitenzorg, sér. 3 (1920)
- Saccolabium pusillum Blume (1825)
- Saccolabium rantii J.J.Sm., Bull. Jard. Bot. Buitenzorg, sér. 2 (1913)
- Saccolabium sigmoideum J.J.Sm., Bull. Jard. Bot. Buitenzorg, sér. 2 (1914)

Selon Tropicos (17 juillet 2018) (Attention liste brute contenant possiblement des synonymes) :
- Saccolabium aberrans Schltr.
- Saccolabium abyssinicum A. Rich.
- Saccolabium acaule Hook. f.
- Saccolabium acuminatum (Lindl.) Hook. f.
- Saccolabium acutifolium Lindl.
- Saccolabium acutilabrum Gagnep.
- Saccolabium adenoncoides Ridl.
- Saccolabium adnatum (Ridl.) Ridl.
- Saccolabium affine King & Pantl.
- Saccolabium albo-lineatum Teijsm. & Binn.
- Saccolabium amboinense J.J. Sm.
- Saccolabium ampullaceum (Roxb.) Lindl. ex Wall.
- Saccolabium angraecoides Schltr.
- Saccolabium angraecum Ridl.
- Saccolabium aphyllum (Thouars) Lindl.
- Saccolabium arachnanthe Ridl.
- Saccolabium archytas Ridl.
- Saccolabium armitii (F. Muell.) Rupp
- Saccolabium ascendens Lindl.
- Saccolabium aurantiacum J.J. Sm.
- Saccolabium aureum Ridl.
- Saccolabium bagnoliana F.M. Bailey
- Saccolabium bambusarum (King & Pantl.) Tang & F.T. Wang
- Saccolabium batakense Schltr.
- Saccolabium bellinum Rchb. f.
- Saccolabium berkeleyi Rchb. f.
- Saccolabium bertholdi Rchb. f.
- Saccolabium bicarinatum Ridl.
- Saccolabium bicrure Ridl.
- Saccolabium bidoupense Tixier & Guillaumin
- Saccolabium bifidum Lindl.
- Saccolabium bigibbum Rchb. f. ex Hook. f.
- Saccolabium bilamellatum (J.J. Sm.) Schltr.
- Saccolabium bipunctatum Parish & Rchb. f.
- Saccolabium bivittatum Regel
- Saccolabium blumei Lindl.
- Saccolabium borneense Rchb. f.
- Saccolabium brachystachys Ridl.
- Saccolabium bracteatum (Ridl.) Ridl.
- Saccolabium brevifolium Lindl.
- Saccolabium brevilabre (F. Muell.) Rupp
- Saccolabium brevirhachis L.O. Williams
- Saccolabium buccosum Rchb. f.
- Saccolabium buddleiflorum Schltr. & J.J. Sm.
- Saccolabium calcaratum F. Muell.
- Saccolabium calceolare (Buch.-Ham. ex Sm.) Lindl.
- Saccolabium calopterum Kraenzl.
- Saccolabium camptocentrum Schltr.
- Saccolabium carinatum Griff.
- Saccolabium catinatum Ridl.
- Saccolabium celebicum Schltr.
- Saccolabium cephalotes Hook. f.
- Saccolabium cerinum Rchb. f.
- Saccolabium chionanthum Lindl.
- Saccolabium chrysanthum Alston
- Saccolabium chrysoplectrum Guillaumin
- Saccolabium ciliare (F. Maek.) Ohwi
- Saccolabium cladophylax Schltr.
- Saccolabium clavatum Lindl.
- Saccolabium coarctatum King & Pantl.
- Saccolabium coeleste Rchb. f.
- Saccolabium collettianum King & Pantl.
- Saccolabium compressum Lindl.
- Saccolabium confusum Ames
- Saccolabium congestum (Lindl.) Hook. f.
- Saccolabium constrictum Rchb. f.
- Saccolabium copelandi F.M. Bailey
- Saccolabium coriaceum (Sw.) Lindl.
- Saccolabium cornigerum Ridl.
- Saccolabium cortinatum Ridl.
- Saccolabium crassilabre King & Pantl.
- Saccolabium crassum Ridl.
- Saccolabium crucicallus Burkill
- Saccolabium culiciferum Ridl.
- Saccolabium curvifolium Lindl.
- Saccolabium dalatense Guillaumin
- Saccolabium dasypogon Lindl.
- Saccolabium decipiens (Lindl.) Alston
- Saccolabium densiflorum Lindl.
- Saccolabium dentatum Rchb. f.
- Saccolabium denticulatum Paxton
- Saccolabium discolor Rchb. f.
- Saccolabium distichum Lindl.
- Saccolabium dives Rchb. f.
- Saccolabium eberhardtii Finet
- Saccolabium epichysiochilum Kraenzl.
- Saccolabium erosulum J.J. Sm.
- Saccolabium escritorii Ames
- Saccolabium fargesii Kraenzl.
- Saccolabium fasciculatum Lindl.
- Saccolabium filiforme (Wight) Rchb. f.
- Saccolabium fimbriatum Ridl.
- Saccolabium fissicors Ridl.
- Saccolabium fissum Ridl.
- Saccolabium flabelliforme Blatt. & McCann
- Saccolabium flaveolum Ridl.
- Saccolabium flavescens Ridl.
- Saccolabium flavum Hook. f.
- Saccolabium flexum Rchb. f.
- Saccolabium flexuosum (Lindl.) Rchb. f.
- Saccolabium formosanum Hayata
- Saccolabium fragrans Parish & Rchb. f.
- Saccolabium fuerstenbergianum Schltr.
- Saccolabium furcatum hort. ex B.S. Williams
- Saccolabium fuscopunctatum Hayata
- Saccolabium galbinum J.J. Sm.
- Saccolabium galeatum Gardner ex Hook. f.
- Saccolabium geminatum Lindl. ex Hook. f.
- Saccolabium gemmatum Lindl.
- Saccolabium giganteum Lindl.
- Saccolabium gillespiei L.O. Williams
- Saccolabium glomeratum Rolfe
- Saccolabium gracile Lindl.
- Saccolabium gracilistipes Schltr.
- Saccolabium graeffei Rchb. f.
- Saccolabium griffithii Parish ex Rchb. f.
- Saccolabium guamense Ames
- Saccolabium gurwalicum Lindl.
- Saccolabium guttatum (Lindl.) Lindl. ex Wall.
- Saccolabium hainanense Rolfe
- Saccolabium halophilus (Ridl.) Ridl.
- Saccolabium hanissonii Boxall ex Náves
- Saccolabium hariotianum Finet
- Saccolabium harrisonianum Hook. f.
- Saccolabium heathi hort.
- Saccolabium helferi Hook. f.
- Saccolabium hendersonianum Rchb. f.
- Saccolabium hendersonii Carr
- Saccolabium hillii F. Muell.
- Saccolabium himalaicum Deb, Sengupta & Malick
- Saccolabium hobsoni Ridl.
- Saccolabium hortense Ridl.
- Saccolabium hoyopse Rolfe ex Downie
- Saccolabium humblotii Rchb. f.
- Saccolabium humile Ridl.
- Saccolabium huttoni Hook. f.
- Saccolabium inconspicuum Hook. f.
- Saccolabium insectiferum J.J. Sm.
- Saccolabium intermedium Griff. ex Lindl.
- Saccolabium ionosmum (Ridl.) Ridl.
- Saccolabium japonicum Makino
- Saccolabium javanicum (Teijsm. & Binn.) J.J. Sm.
- Saccolabium jerdonianum (Wight) Rchb. f.
- Saccolabium juncifolium (Reinw.) J.J. Sm.
- Saccolabium kajewskii Ames
- Saccolabium kawakamii J.J. Sm.
- Saccolabium kerstingianum Kraenzl.
- Saccolabium kinabaluense Rolfe
- Saccolabium klossii Ridl.
- Saccolabium koeteiense Schltr.
- Saccolabium koordersii (Rolfe) Schltr.
- Saccolabium kotoense (Yamam.) Yamam.
- Saccolabium kunstleri (King & Pantl.) Ridl.
- Saccolabium lanatum (Lindl.) Hook. f.
- Saccolabium lancifolium King & Pantl.
- Saccolabium latifolium (Lindl.) Ridl.
- Saccolabium laxum Ridl.
- Saccolabium leucanthum Schltr.
- Saccolabium lineare Lindl.
- Saccolabium lineolatum Thwaites
- Saccolabium littorale Rchb. f.
- Saccolabium loaderanum Rupp
- Saccolabium loheri Ames
- Saccolabium longicalcaratum Rolfe
- Saccolabium longicaule J.J. Sm.
- Saccolabium longifolium (Lindl.) Hook. f.
- Saccolabium luisifolium Ridl.
- Saccolabium luisioides Gagnep.
- Saccolabium luteum O.H. Volk
- Saccolabium luzonense Ames
- Saccolabium machadonis Ridl.
- Saccolabium macphersonii (F. Muell. ex Benth.) F. Muell.
- Saccolabium macrantherum Ridl.
- Saccolabium macrostachyum Lindl.
- Saccolabium maculatum Hook. f.
- Saccolabium maculosum (Lindl.) Alston
- Saccolabium matsudai (Hayata) Makino & Nemoto
- Saccolabium micranthum (Blume) J.J. Sm.
- Saccolabium microphyton Frapp. ex Cordem.
- Saccolabium mimus Rchb. f.
- Saccolabium minahassae Schltr.
- Saccolabium miniatum Hook. f.
- Saccolabium minimiflorum Hook. f.
- Saccolabium minutiflorum Ridl.
- Saccolabium miserum Ridl.
- Saccolabium mombasense Rolfe
- Saccolabium monticola Rolfe ex Downie
- Saccolabium monticolum Rolfe ex Downie
- Saccolabium mooreanum Rolfe
- Saccolabium muticum (Rchb. f.) Schltr.
- Saccolabium myosurus Ridl.
- Saccolabium nebulosum (Fukuy.) S.S. Ying
- Saccolabium nilagiricum Hook. f.
- Saccolabium niveum Lindl.
- Saccolabium oberonioides Guillaumin
- Saccolabium obliquum Lindl.
- Saccolabium obtusifolium (Lindl.) Hook. f.
- Saccolabium occidentale Kraenzl.
- Saccolabium ochraceum Lindl.
- Saccolabium odoratissimum J.J. Sm.
- Saccolabium odoratum (Kudô) Makino & Nemoto
- Saccolabium oeonioides Kraenzl. ex De Wild. & T. Durand
- Saccolabium orbiculare (Rupp) Rupp
- Saccolabium pachyglossum Lindl.
- Saccolabium pallens Cathcart ex Lindl.
- Saccolabium pallidum Schltr.
- Saccolabium palustre J.J. Sm.
- Saccolabium paniculatum (A. Rich.) Schltr.
- Saccolabium pantherinum Kraenzl.
- Saccolabium pantlingi Ridl.
- Saccolabium papillosum Lindl.
- Saccolabium papuanum Schltr.
- Saccolabium parviflorum (Thouars) Cordem.
- Saccolabium parvulum Lindl.
- Saccolabium parvum (Ridl.) Ridl.
- Saccolabium patinatum Ridl.
- Saccolabium pechei Rchb. f.
- Saccolabium penangianum Hook. f.
- Saccolabium peninsulare (Dalzell) Alston
- Saccolabium pensile (Ridl.) Ridl.
- Saccolabium peperomioides Kraenzl.
- Saccolabium perpusillum Hook. f.
- Saccolabium pilosulum (Gagnep.) Tang & F.T. Wang
- Saccolabium pinifolium Ridl.
- Saccolabium pityophyllum Ridl.
- Saccolabium platycalcaratum Rolfe
- Saccolabium plebejum J.J. Sm.
- Saccolabium porphyrodesme Schltr.
- Saccolabium praemorsum Hook. f.
- Saccolabium pseudodistichum King & Pantl.
- Saccolabium pubescens Ridl.
- Saccolabium pulchellum C.E.C. Fisch.
- Saccolabium pumilio Rchb. f.
- Saccolabium pumilum Hayata
- Saccolabium purpureum J.J. Sm.
- Saccolabium pusillum Blume
- Saccolabium quasipinifolium Hayata
- Saccolabium quercetorum (Fukuy.) S.S. Ying
- Saccolabium quinquefidum Lindl.
- Saccolabium quisumbingii L.O. Williams
- Saccolabium racemiferum Lindl.
- Saccolabium radicosum A. Rich.
- Saccolabium ramosum Lindl.
- Saccolabium ramulosum Lindl.
- Saccolabium rantii J.J. Sm.
- Saccolabium raraense (Fukuy.) S.S. Ying
- Saccolabium reflexum Lindl.
- Saccolabium repens Lindl. ex Steud.
- Saccolabium retrocallum Hayata
- Saccolabium retusum (L.) Voigt
- Saccolabium rheedii Wight
- Saccolabium rhopalorhachis (Rchb. f.) Ridl.
- Saccolabium rhopalorrhachis (Rchb. f.) J.J. Sm.
- Saccolabium ringens Lindl.
- Saccolabium roseum Lindl.
- Saccolabium rostellatum Hook. f.
- Saccolabium rubescens Rolfe
- Saccolabium rubrum Lindl.
- Saccolabium rugosulum Ridl.
- Saccolabium rumphii J.J. Sm.
- Saccolabium rupestre (Fukuy.) S.S. Ying
- Saccolabium sacculatum (Ridl.) Ridl.
- Saccolabium samarindae Schltr.
- Saccolabium sanderianum Kraenzl.
- Saccolabium sarcochiloides Schltr.
- Saccolabium saxicolum Ridl.
- Saccolabium sayerianum F. Muell. & Kraenzl.
- Saccolabium schleinitzianum Kraenzl.
- Saccolabium scortechinii (Hook. f.) Ridl.
- Saccolabium secundiflorum Ridl.
- Saccolabium secundum (Griff.) Ridl.
- Saccolabium semiclausum Kraenzl.
- Saccolabium serpentinum J.J. Sm.
- Saccolabium serrulatum N. Hallé
- Saccolabium setulense Ridl.
- Saccolabium shaoyaoii S.S. Ying
- Saccolabium sigmoideum J.J. Sm.
- Saccolabium simondii Gagnep.
- Saccolabium smeeanum Rchb. f.
- Saccolabium somai Hayata
- Saccolabium spatulatum Rolfe ex Downie
- Saccolabium speciosum Wight
- Saccolabium sphaeroceras Schltr.
- Saccolabium sphaerophorum Schltr.
- Saccolabium sphaetophorum Schltr.
- Saccolabium spicatum Lindl.
- Saccolabium squamatum Frapp. ex Cordem.
- Saccolabium squamulosum J.J. Sm.
- Saccolabium steffensii Schltr.
- Saccolabium sterrophyllum Schltr.
- Saccolabium striatum (Thouars) Lindl.
- Saccolabium strongyloides Ridl.
- Saccolabium subluteum Rupp
- Saccolabium subulatum Schltr.
- Saccolabium suffusum Ridl.
- Saccolabium sutepense Rolfe ex Downie
- Saccolabium sylvestre Ridl.
- Saccolabium taiwanianum (Hayata) Tang & F.T. Wang
- Saccolabium tenellum Ames
- Saccolabium tenerum Lindl.
- Saccolabium tenuicaule Hook. f.
- Saccolabium tenuifolium (L.) Alston
- Saccolabium tierneyanum Rupp
- Saccolabium tixieri Guillaumin
- Saccolabium toramanum Makino
- Saccolabium tortifolium Jayaw.
- Saccolabium trichromum Rchb. f.
- Saccolabium tridentatum Guillaumin
- Saccolabium triflorum Guillaumin
- Saccolabium turneri B.S. Williams
- Saccolabium undulatum Lindl.
- Saccolabium uteriferum (Hook. f.) Ridl.
- Saccolabium validum Ridl.
- Saccolabium vanoverberghii Ames
- Saccolabium vaupelii Schltr.
- Saccolabium violaceum Rchb. f.
- Saccolabium virescens Gardner ex Lindl.
- Saccolabium virgatum P.F. Hunt
- Saccolabium viridiflorum Lindl.
- Saccolabium walkerianum Rchb. f.
- Saccolabium wendlandianum (Rchb. f.) Kraenzl.
- Saccolabium wightianum Hook. f.
- Saccolabium witteanum Rchb. f.
- Saccolabium woodfordii Rolfe
- Saccolabium yunnanense (Schltr.) S.Y. Hu
- Saccolabium yunpeense Tang & F.T. Wang